# Pablo López Jiménez
Pablo José López Jiménez (Màlaga, Espanya, 11 de març de 1984) és un cantant i músic espanyol. El seu gènere musical és el pop melòdic. Es va donar a conèixer després del seu pas per la sisena edició del programa de televisió Operación Triunfo, el 2008, en el va quedar com a finalista en segona posició. També és conegut per l'èxit del seu primer single «Vi», de l'àlbum "Once historias y un piano", que va arribar a ser Disc d'or. a Espanya. El 2015 Pablo López va tornar al panorama musical i televisiu espanyol amb el llançament del seu nou disc El mundo y los amantes inocentes.

## Biografia

### Inicis i formació
Nascut a la ciutat andalusa de Fuengirola (Màlaga) el dia 11 de març de 1984, tot i que va ser criat al municipi malagueny de Mijas. Des de ben petit va tenir una grandíssima passió per la música i la seva mare va ser qui a l'edat de quatre anys li va regalar la seva primera guitarra espanyola, la qual des d'aquest moment va tenir clar que volia dedicar al món musical.
Amb deu anys, al costat d'uns amics ja va participar en el concurs nacional Veo, veo. Durant aquesta època, també va començar a tocar el piano al Conservatori de Música d'Ejido, arribant fins a sisè grau. I al mateix temps, es va formar en música rock, harmonia, solfeig i música de cambra, on va estar un total de deu anys estudiant. Durant aquesta etapa també va tenir al cap poder cursar la carrera de Periodisme, però finalment es va decantar completament per la música.
Amb 17 anys va començar a guanyar-se la vida tocant als hotels de la Costa del Sol. Seguidament es va traslladar a Londres, on va treballar com a cambrer en un pub. En ser insuficient per a la seva estada va aconseguir cobrir la resta de les seves despeses tocant cançons al Metro de Londres, pressionat pels seus amics.

### Operación Triunfo 2008
Més tard, a l'edat de 24 anys, va assolir la fama en haver aconseguit ser un dels concursants de la sisena edició del programa de televisió Operación Triunfo 2008 emès per la cadena Telecinco. Després del seu pas per un total de 15 gales va aconseguir arribar a la gran final, acabant en segona posició per darrere de la guanyadora, Virginia Maestro.
Pablo López va afirmar que va ser una gran experiència i li va servir per créixer artísticament. Allà després del seu pas pel programa televisiu, va signar amb 10 companys més l'àlbum Agua, a mitges amb el productor Kike Santander i les companyies discogràfiques Val Music i Sony BMG. En aquest àlbum, Pablo va ser un dels compositors de la principal cançó «Agua», cantada per tot el conjunt, que es va convertir en la cançó oficial del programa i de l'Exposició Internacional de Saragossa d'aquest any. Després del seu llançament, també van estar de gira signant i donant concerts per diverses ciutats espanyoles.
Ha publicat quatre àlbums en solitari. El 2020 va llançar Unikornio: Once millones de versos después de ti i està previst que comenci la gira per Espanya l'abril de 2021. Ha compost la cançó «Escucha la vida» per als crèdits de la versió en castellà de la pel·lícula Soul.